# Numismatica antica
Numismatica antica è la definizione convenzionale della branca della numismatica occidentale che studia le monetazioni dei Greci, dei Romani, di tutte le altre popolazioni che gravitarono in vario modo intorno a queste due civiltà e delle altre culture del bacino del Mediterraneo.

## Joseph Eckhel
Alla fine del XVIII secolo Eckhel, che è considerato il fondatore della numismatica come scienza, organizzò la collezione del Gabinetto numismatico imperiale di Vienna, di cui era responsabile, secondo nuovi criteri, che impiegò per la stesura del nuovo catalogo della collezione imperiale ("Catalogus Musei Cæsariensis"). In precedenza le monete venivano suddivise in base al metallo in cui erano prodotte, al modulo (cioè alla loro dimensione), separando, ad esempio, le monete d'oro da quelle di bronzo prodotte dalla stessa zecca e/o autorità emittente, e quelle di bronzo di "Grande modulo" da quelle di "piccolo modulo"
Lo studioso austriaco cominciò con il rivedere e ad applicare rigidamente la suddivisione tradizionale della numismatica in due settori: quello delle monete greche, dove si trovavano le monete coniate da tutte le città escluso Roma, e quello delle monete romane, dove si trovavano le monete emesse sotto l'autorità di Roma. Capitava infatti, nelle opere a lui precedenti, che monete "greche" e monete "romane" venissero schedate insieme, seguendo soprattutto la logica della divisione per metallo di produzione.
Per le monete "greche" scelse una suddivisione di tipo geografico, dalla penisola iberica procedendo verso est fino all'Asia minore e proseguendo poi per l'Africa verso ovest, facendo così il giro del Mediterraneo.
Per le monete Romane prima pose le monete fuse, poi le monete repubblicane anonime, quindi le altre monete repubblicane divise per famiglia ed infine le monete imperiali in ordine cronologico.
Questa organizzazione è tuttora in uso presso gli studiosi di numismatica classica.

## Differenze tra le monetazioni greca, italica e romana
La prima ovvia differenza è nell'autorità che emette le monete (le singole polis) e nell'area di circolazione.
Altre, meno ovvie, riguardano la forma, lo stile, i tipi e l'indicazione del valore.
Per quanto riguarda la forma le monete greche, in particolare lo statere che è la moneta più diffusa, si presenta come una moneta abbastanza spessa, del diametro tra i 18 ed i 23 mm e di pesi che variano secondo lo standard usato. I più diffusi in Italia sono quello Attico (statere di ca. 8.5 g) e quello Foceo-Campano (ca. 7.5 g). Il denario romano, durante la repubblica, è una moneta che pesa ca. 3.7 g e misura ca. 18 mm. Quindi il tondello su cui viene battuto si presenta notevolmente più sottile.
Lo stile nella moneta greca serve a esaltare la polis che la emette. Sono vere e proprie opere d'arte in miniatura. Si ingaggiano gli artisti migliori che producono conii con cui vengono battute monete che tuttora sono ammirate per la loro bellezza. Le monete romane si presentano con immagini semplici, quasi piatte. Si ha più l'impressione di un disegno che di un basso rilievo.
I tipi utilizzati in Grecia cambiano tra le varie città. Ogni città in genere usa lo stesso tipo.
- Atene: Atena e civetta
- Corinto: Atena e Pegaso[1]
- Egina: tartaruga[2]

Spesso il tipo richiama il nome della città: una rosa (rhodon) per Rodi, un granchio per Agrigento (Akragas), un sedano (selinon) per Selinunte.
Oppure viene rappresentato il fondatore eponimo: Taras a cavallo del delfino per Taranto, più spesso una divinità protettrice del luogo: Partenope ed Acheloo a Napoli, Ercole ad Heracleia Lucaniae, Poseidon a Poseidonia, una colonia di Sibari che in seguito sarà ribattezzata Paestum.
Pur nella diversità è quindi comune il fenomeno della fissità dei tipi. Con questa espressione si indica il fatto che per secoli viene usato lo stesso tipo, identificativo della città. Spesso si hanno casi in cui non ne viene rinnovato lo stile per adeguarlo alle nuove tendenze artistiche e di conseguenza la moneta presenta degli arcaismi, in notevole ritardo rispetto all'evoluzione del gusto. Questo fenomeno è comunque diffuso quasi ovunque anche in tempi recenti. Basti pensare al Tallero di Maria Teresa, usata dal 1741 fino a pochi anni fa e battuto fino ai giorni d'oggi assolutamente identico, perfino con la stessa data del 1780.
A Roma il denario presenta all'inizio la testa di Roma al diritto ed i Dioscuri su cavalli al galoppo sul rovescio. In un secondo tempo i dioscuri vengono sostituiti da bighe guidate da varie divinità: Vittoria, Diana.
Solo più tardi emerge una delle caratteristiche peculiari del denario romano: l'esaltazione degli antenati del magistrato monetario, veri o presunti, con la rappresentazione di gesta, accadimenti, anche questi spesso leggendari, che li possono ricordare. I Marcii rappresentano nella stessa moneta sia il re Anco Marzio, presunto antenato della gens, che l'acquedotto che portava il loro nomen.
Mentre i denari presentano una varietà così elevata, nelle monete enee, cioè di bronzo, si ha una certa fissità dei tipi: al rovescio c'è una prua di galea ed al diritto ogni valore riporta una divinità, divinità che era già in uso nella monetazione fusa. Sia al diritto che al rovescio viene indicato il valore della moneta.
Solo in periodo ellenistico per la monetazione greca ed a partire dagli ultimi anni della repubblica per la monetazione romana, i tipi rappresentati sono i re ellenistici o i generali romani prima ed il princeps dopo.
Per quanto riguarda l'indicazione del valore, questa è eccezionale nelle monete greche, mentre nelle monete romane e più in generale nelle monete sia italiche che etrusche, questa è quasi sempre presente. Nell'asse e nei suoi multipli il valore è indicato in assi con il numero romano corrispondente, per le frazioni dell'asse viene indicato il valore in once con un pari numero di globuli.
Esistono poi due fenomeni particolari, che riguardano entrambi l'Italia:
- la monetazione incusa
- la monetazione fusa

La monetazione incusa è costituita dalle monete di alcune città della Magna Grecia, in cui a fronte di un dritto tradizionale, cioè con il disegno in rilievo, il rovescio presenta lo stesso disegno, di norma stilizzato, incavato nella monete, cioè incuso.
La monetazione fusa è l'insieme delle monete emesse da città e da popoli dell'Italia Centrale, nel III secolo a.C. Queste monete anziché essere battuta tra due coni su un tondello metallico, erano prodotte colando bronzo (aes) fuso in uno stampo. Anche la prima monetazione romana (l'aes grave) era di questo tipo.

## Numismatica greca
La numismatica greca studia le monetazione greca, cioè l'insieme delle monete emesse dalle città-stato greche, i regni ellenistici e da quelle civiltà che pur non essendo di lingua greca, gravitavano comunque nell'area del Mar Mediterraneo oppure la cui monetazione era influenzata dalla monetazione greca.

## Numismatica romana
La numismatica romana studia la monetazione romana, cioè l'insieme delle monete emesse da Roma e dal suo Impero dalla prime emissioni di monete fuse, dalle monete romano-campane sino alla fine dell'Impero Romano.
È normalmente suddivisa in:
- monetazione romana repubblicana
- monetazione imperatoriale
- monetazione imperiale
- monetazione provinciale